# Horodnîțea, Nemîriv
Horodnîțea (în ucraineană Городниця) este un sat în comuna Korjivka din raionul Nemîriv, regiunea Vinnița, Ucraina.

## Demografie
Componența lingvistică a localității Horodnîțea
     Ucraineană (93,26%)
     Rusă (5,62%)
     Română (1,12%)
Conform recensământului din 2001, majoritatea populației localității Horodnîțea era vorbitoare de ucraineană (93,26%), existând în minoritate și vorbitori de rusă (5,62%) și română (1,12%).